# Таймырский Долгано-Ненецкий район

Физическая карта Таймырского Долгано-Ненецкого района

Таймы́рский Долга́но-Не́нецкий райо́н — административно-территориальная единица с особым статусом (район) и муниципальное образование (муниципальный район) в северной части Красноярского края России. Самый большой по площади административный и муниципальный район в России.
Административный центр — город Дудинка (до 2007 года город окружного значения).
Город краевого значения Норильск, а также его три пригорода-спутника (Талнах, Кайеркан, Оганер), и эксклав пгт Снежногорск, вместе на муниципальном уровне образующие городской округ город Норильск, не входят в состав района.

## География
Район расположен за Северным полярным кругом, на полуострове Таймыр. Площадь — 879 900 км². Является самым большим по площади муниципальным и административным районом в России, занимая около 1/3 территории Красноярского края. Территория района больше территории любой европейской страны (кроме частично европейского Казахстана и частично европейской Дании), любого субъекта в европейской части России, а также Хабаровского края — 4-го по территории субъекта России. По территории район превосходит такую крупную страну, как Намибия (825 418 км²), но немного уступает Венесуэле (912 050 км²).
Таймырский Долгано-Ненецкий район относится к районам Крайнего Севера.
На востоке район граничит с республикой Саха (Якутия), на западе — с Ямало-Ненецким автономным округом, на юге — с Туруханским и Эвенкийским районами Красноярского края, с севера омывается водами Карского моря и моря Лаптевых. В состав района входят арктические архипелаги Норденшельда и Северная Земля, острова Сибирякова, Уединения, Сергея Кирова и другие.
На территории района расположена самая северная континентальная точка мира — мыс Челюскина. Крупнейшие реки — Енисей, Верхняя Таймыра, Нижняя Таймыра, Хатанга и Пясина.

## История
Территория Таймыра была населена людьми с эпохи позднего палеолита (45 тыс. лет назад), о чём свидетельствует находка сопкаргинского мамонта, на скуловой кости которого учёные выявили повреждение от тяжёлого копья первобытных охотников.
В бассейн реки Хеты люди с территории Якутии пришли в V—IV тыс. до н. э. — это были пешие мезолитические охотники на северного оленя (Тагенар VI).
В месте впадения в Енисей реки Гольчихи на вершине сопки на поселении или святилище VII века нашли расколотые кости животных, в том числе белого медведя, остатки керамики и следы металлургического производства.
В бухте Макарова зафиксирована каркасно-земляная постройка XIV века, орудия труда, в том числе из бивня мамонта. Обитатели поселения в бухте Макарова охотились на белых медведей, нерп и морских зайцев. На отвесной скале найдено древнее святилище, где приносили в жертву лапы и головы медведей, оленей, крылья птиц. Это самые восточные памятники западных культур, связанных с досамодийским населением, которые были распространены на Ямале и вдоль всего побережья Северного Ледовитого океана. Их связывают с легендарным народом сихиртя. Во время раскопок русского зимовья в бухте Макарова археологи в сенях под глинобитной печью нашли шахматную доску XVII—XVIII веков — расчерченный на клетки острым предметом цельный кусок дерева.
Таймырский (Долгано-Ненецкий) национальный округ был создан по постановлению ВЦИК от 10 декабря 1930 года. Согласно ст. 71 Конституции РСФСР от 12 апреля 1978 года переименован в Таймырский (Долгано-Ненецкий) автономный округ.
1 июля 1934 года Президиум ВЦИК постановил перечислить сельсоветы: Долгано-Ненецкий и Усть-Енисейский Порт из Дудинского района, Таймырского национального (Долгано-Ненецкого) округа, в Усть-Енисейский район того же Таймырского национального (Долгано-Ненецкого) округа.
24 или 25 сентября 1944 года метеорологическая станция на мысе Стерлигова в заливе Толля (Карское море) была атакована морским десантом с немецкой подводной лодки U-711 и на короткое время занята.
В 1957 году из Усть-Енисейского района был выделен Диксонский район.
1 января 2005 года на территории автономного округа был образован Таймырский Долгано-Ненецкий муниципальный район.
Согласно результатам референдума, проведённого 17 апреля 2005 года, 1 января 2007 года Таймырский (Долгано-Ненецкий) автономный округ был упразднён, а на его территории была образована административно-территориальная единица с особым статусом Таймырский Долгано-Ненецкий район. В рамках местного самоуправления он составил одноимённый муниципальный район.
После ликвидации округа с его территории уехали государственные структуры, жизнь на полуострове несколько ухудшилась. И хотя развитие полуострова не остановилось, оно было менее масштабное, чем до объединения. В полную силу заработала программа по переселению людей из труднодоступных мест Таймыра на материк. Местные активисты неоднократно пытались провести референдум о признании муниципального района автономной областью, но каждый раз территориальная избирательная комиссия им отказывала.

## Население
| 1860    | 1930    | 1932    | 1933    | 1939    | 1959    | 1970    |
| ------- | ------- | ------- | ------- | ------- | ------- | ------- |
| 4122    | ↗7000   | ↗7650   | ↗8000   | ↗28 711 | ↗33 382 | ↗38 060 |
| 1975    | 1979    | 1989    | 1990    | 1991    | 1992    | 1993    |
| ↗42 000 | ↗44 108 | ↗55 111 | ↘51 867 | ↘50 764 | ↘49 308 | ↘47 091 |
| 1994    | 1995    | 1996    | 1997    | 1998    | 1999    | 2000    |
| ↘45 187 | ↘42 900 | ↘42 137 | ↘41 229 | ↘40 003 | ↘39 026 | ↘38 263 |
| 2001    | 2002    | 2003    | 2004    | 2005    | 2006    | 2007    |
| ↘38 250 | ↗39 786 | ↘39 678 | ↘39 435 | ↘39 378 | ↘38 988 | ↘38 372 |
| 2008    | 2009    | 2010    | 2011    | 2012    | 2013    | 2014    |
| ↘37 768 | ↘37 042 | ↘34 432 | ↘34 353 | ↗34 365 | ↘34 053 | ↘33 861 |
| 2015    | 2016    | 2017    | 2018    | 2019    | 2020    | 2021    |
| ↘33 381 | ↘32 871 | ↘32 290 | ↘31 762 | ↘31 627 | ↘31 415 | ↘30 154 |
| 2024    |         |         |         |         |         |         |
| ↘29 609 |         |         |         |         |         |         |

Половой состав
По данным Всероссийской переписи населения 2010 года 16576 мужчин и 17856 женщин из 34432 чел.
Национальный состав
Численность коренных малочисленных народов Севера (по данным Всероссийской переписи населения 2010 года) составляет 10 132 человек или 29,5 % от общей численности населения, из них:
- долганы — 5 393 человека;
- ненцы — 3 494 человека;
- нганасаны — 747 человек;
- эвенки — 266 человек;
- энцы — 204 человека;
- прочие народы — 28 человек.

## Территориальное устройство

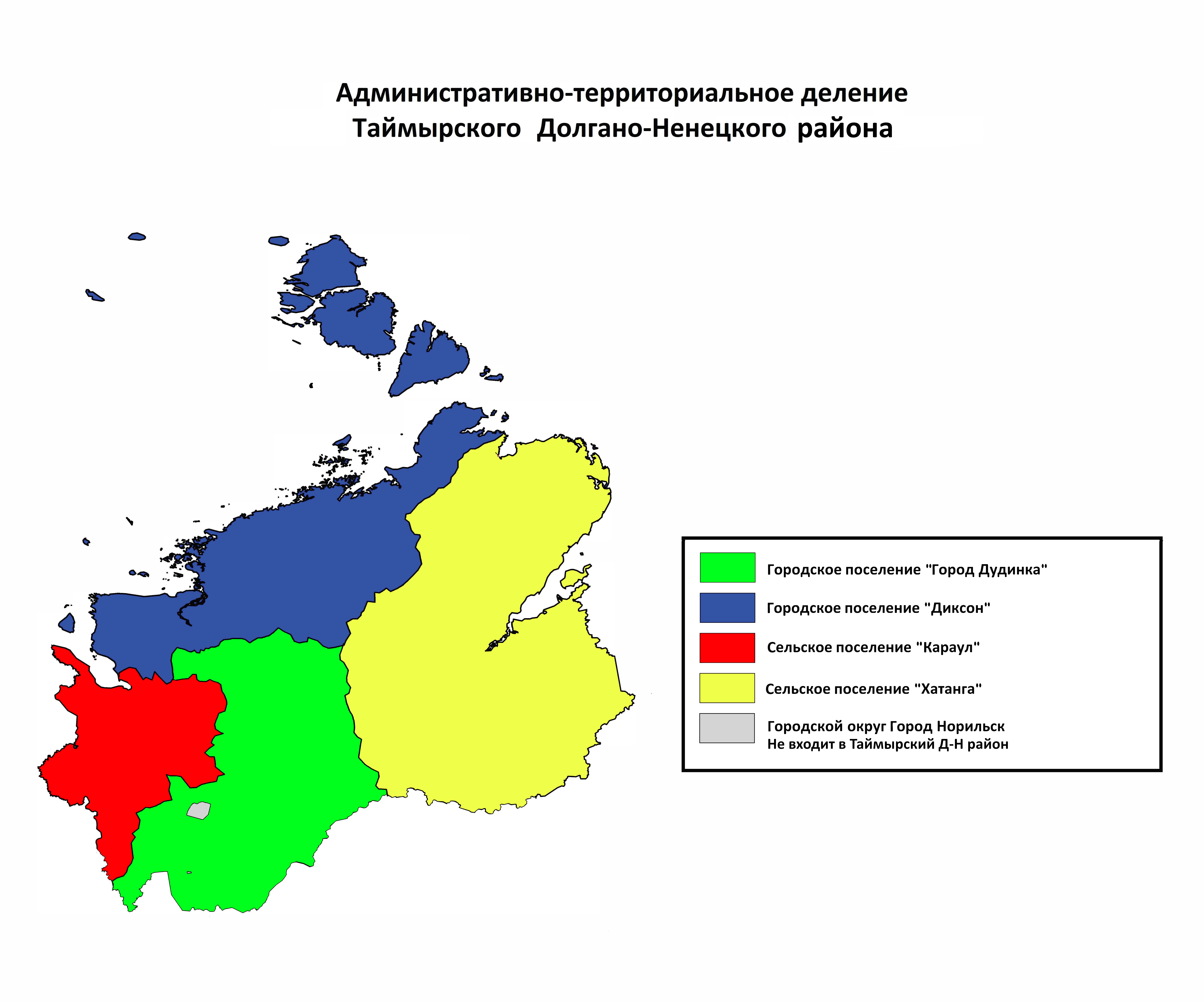
Административно-территориальное деление Таймырского Долгано-Ненецкого района

В рамках административно-территориального устройства район включает 2 административно-территориальные единицы (1 районный город (с 5 подчинёнными населёнными пунктами) и 1 посёлок городского типа), а также 2 территориальные единицы (2 села с подчинёнными им населёнными пунктами).
В рамках муниципального устройства, в муниципальный район входят 4 муниципальных образования — 2 городских и 2 сельских поселения.
| №        | Муниципальное образование | Административный центр | Количество населённых пунктов | Население | Площадь, км² |
| -------- | ------------------------- | ---------------------- | ----------------------------- | --------- | ------------ |
| 1e-06    | Городские поселения       |                        |                               |           |              |
| 1        | Дудинка                   | город Дудинка          | 6                             | ↘20 659   | 223455,69    |
| 2        | Диксон                    | пгт Диксон             | 1                             | ↘319      | 218959,13    |
| 2.000002 | Сельские поселения        |                        |                               |           |              |
| 3        | Караул                    | село Караул            | 10                            | ↘3798     | 101108,41    |
| 4        | Хатанга                   | село Хатанга           | 10                            | ↗5378     | 336405,42    |

Таймырский Долгано-Ненецкий район как административно-территориальная единица с особым статусом не может быть преобразован, согласно закону об административно-территориальных единицах с особым статусом (ст. 2 ч. 3).

## Населённые пункты
В район входят 27 населённых пунктов
В сносках к названию населённого пункта указана муниципальная принадлежность
| №  | Населённый пункт | Население |
| -- | ---------------- | --------- |
| 1  | Дудинка          | ↘19 309   |
| 2  | Хатанга          | ↘2645     |
| 3  | Носок            | ↗1798     |
| 4  | Тухард           | 814       |
| 5  | Караул           | ↘781      |
| 6  | Диксон           | ↘306      |
| 7  | Новорыбная       | ↘490      |
| 8  | Волочанка        | ↘436      |
| 9  | Усть-Авам        | ↘339      |
| 10 | Сындасско        | ↘531      |
| 11 | Хета             | ↘362      |
| 12 | Хантайское Озеро | ↘233      |
| 13 | Усть-Порт        | 338       |
| 14 | Катырык          | ↘367      |
| 15 | Попигай          | →319      |
| 16 | Потапово         | ↘327      |
| 17 | Новая            | ↘266      |
| 18 | Кресты           | ↘275      |
| 19 | Воронцово        | 253       |
| 20 | Жданиха          | ↗195      |
| 21 | Каяк             | ↘57       |
| 22 | Байкаловск       | 122       |
| 23 | Левинские Пески  | ↘101      |
| 24 | Поликарповск     | 33        |
| 25 | Казанцево        | 17        |
| 26 | Мунгуй           | 11        |
| 27 | Кареповск        | 0         |

## Местное самоуправление
Таймырский Долгано-Ненецкий районный Совет депутатов V созыва
Срок полномочий: 5 лет. Состоит из 20 депутатов. Дата избрания: 10 сентября 2023 года.   
Фракции
| Фракция             | Кол-во депутатов |
| ------------------- | ---------------- |
| Единая Россия       | 16               |
| ЛДПР                | 2                |
| Справедливая Россия | 1                |
| КПРФ                | 1                |

Председатель
- Шишов Владимир Николаевич

Глава Таймырского Долгано-Ненецкого муниципального района
- Членов Алексей Викторович. Дата избрания: 29.05.2024. Срок полномочий: пять лет.

## Руководители района
Председатели районного Совета депутатов
- С ноября 2005 года по июль 2013 года — Батурин Сергей Владимирович.
- С июля по сентябрь 2013 года — Шишов Владимир Николаевич (врио).
- С сентября 2013 года по ноябрь 2016 года — Джураев Ильдар Иргашевич.
- С ноября 2016 года по настоящее время — Шишов Владимир Николаевич.

Главы администрации муниципального района
- с ноября 2005 года по февраль 2007 года — Слепченко Алексей Николаевич.
- с февраля 2007 года по февраль 2008 года — Перетятко Ирина Васильевна.
- с февраля 2008 года по октябрь 2013 года — Шереметьев Олег Игоревич.
- С октября 2013 года по апрель 2017 года — Ткаченко Сергей Александрович.

Главы муниципального района
- С ноября 2005 года по июль 2013 года — Батурин Сергей Владимирович.
- С июля по сентябрь 2013 года — Шишов Владимир Николаевич (врио).
- С сентября 2013 года по ноябрь 2016 года — Джураев Ильдар Иргашевич.
- С ноября 2016 года по апрель 2017 года — Шишов Владимир Николаевич (врио).
- С апреля 2017 года по декабрь 2018 года — Ткаченко Сергей Александрович.
- С декабря 2018 года по май 2019 года — Гаврилова Галина Валерьевна (врио).
- С мая 2019 года по май 2024 года — Вершинин Евгений Владимирович.
- С мая 2024 года по н.в. — Членов Алексей Викторович.

## Экономика
Промышленность
Ведущими отраслями промышленности округа являются: пищевая, топливная промышленность, электроэнергетика. Их удельный вес в объёме промышленного производства составляет 96,4 %.
Сельское хозяйство
На территории округа работают 18 государственных окружных унитарных сельскохозяйственных предприятий и 159 крестьянско-фермерских хозяйств. Развито оленеводство.
Транспорт
Транспортная инфраструктура обеспечивает грузовые перевозки морским, речным, авиационным и железнодорожным видами транспорта; пассажирские перевозки — автомобильным и авиационным транспортом.
Морской транспорт представлен тремя морскими портами — Дудинским и Диксонским (входящими в состав ПАО «ГМК „Норникель“»), а также Хатангским морским торговым портом. Речной транспорт представлен единственным предприятием — Таймырским районным управлением ФОАО «Енисейское речное пароходство». Общая протяженность внутренних судоходных водных путей — 46 км.
Железнодорожный представлен железнодорожным цехом, входящим в состав ПАО «ГМК „Норникель“». На территории округа — самая северная в мире железная дорога, связывающая Дудинку с Норильском и Талнахом, построенная политическими заключенными в середине 1930-х гг., протяженностью 89 км.
Протяженность автомобильных дорог общего пользования с твердым покрытием — 278 км. Автодорог с капитальным покрытием — 85 км, грунтовым — 175 км и временных автозимников — 6 тыс. км.
Авиационный транспорт представлен тремя авиационными предприятиями — Дудинской объединённой авиаэскадрильей, Хатангским объединённым авиаотрядом и Диксонской объединённой авиаэскадрильей.
Традиционный вид транспорта — нартовые перевозки на оленях и собаках используют оленеводы и охотники.